# Beckmann
Beckmann je priimek več oseb:
- Emilie Beckmann, danska plavalka
- Ernst Otto Beckmann, nemški kemik
- Francisco Beckmann, panamski rimskokatoliški nadškof
- Johannes Heinrich Beckmann, nemški rimskokatoliški škof
- Max Beckmann, nemški slikar in kipar
- Otto Beckmann, avstrijski kipar
- Thea Beckmann, nizozemska pisateljica